# De Goelagwals
De Goelagwals is een stripalbum dat voor het eerst is uitgegeven in 2004 met Denis Lapière als schrijver en Rubén Pellejero als tekenaar en inkleurder. Deze uitgave werd uitgegeven door Dupuis in de collectie vrije vlucht.